# Canon EOS 7D Mark II
A Canon EOS 7D Mark II  é uma câmera profissional DSLR feita pela Canon. O anuncio ocorreu em 15 de setembro de 2014, com um preço de varejo sugerido de US$1,799. Possui um sensor CMOS APS-C de 20,2 megapixels, gravação de vídeo Full HD a 60 fps, disparo contínuo de 10,0 quadros por segundo, um visor de precisão de 100% que oferece uma ampliação de 1 ×. Ele também possui um sistema de foco automático de 65 pontos, um transmissor Speedlite embutido e um novo sensor de medição de 150k RGB pixels + IR. Foi  precedida pela Canon EOS 7D.

## Recursos
- Sensor CMOS de 20.2 megapixels APS-C
- Dual DIGIC 6 14bits de processamento
- Modo Liveview
- 100% de cobertura do viewfinder com ampliação de 1,0 × com uma lente de 50 mm
- 10.0 quadros por segundo de disparo contínuo
- Sensibilidade ISO 100-16,000 (expansível para 51,200)
- Tela LCD Clear View II de 3.0 polegadas com resolução de 1.040.000 pontos
- Sistema de foco automático de 65 pontos.
- GPS tagging[5]
- Sistema de Detecção de Cena EOS com um novo sensor de medição de 150.000 pixels / RGB + IR.
- Corpo em liga de magnésio
- Popup flash
- Intervalômetro
- Vedação atmosférica (resistência à água e à poeira)
- Correção automática de distorção da lente na câmera para a maioria das lentes Canon produzidas desde 1995[6]

## Acessórios
Quando recém-adquirida, a Canon 7D Mark II  vem equipada com:
- LP-E6N Bateria de íon de lítio para câmera EOS 7D Mark II DSLR
- LC-E6 Carregador para Bateria LP-E6
- Ocular eg Tampa da câmera
- RF-3 IFC-150U II Cabo de interface USB 3.0 para EOS 7D Mark II
- Correia para câmera
- Tampa da bateria
- CD-ROM de software